# Paljane
Paljane (cyr. Паљане) – wieś w Serbii, w okręgu pomorawskim, w gminie Ćuprija. W 2011 roku liczyła 436 mieszkańców.